# Sai van Wermeskerken
Sai van Wermeskerken (ファン ウェルメスケルケン 際?, Fan Werumesukeruken Sai; Maastricht, 28 giugno 1994) è un calciatore olandese naturalizzato giapponese, difensore del Kawasaki Frontale.

## Caratteristiche tecniche
È un terzino destro.

## Carriera

### Club
Nato a Maastricht da padre olandese e madre giapponese, si trasferisce all'età di 2 anni in Giappone. Inizia la sua carriera da calciatore nelle giovanili di Yatsugatake Hokuto e Ventforet Kofu per poi fare ritorno in Olanda nel 2013, al Dordrecht.
Debutta fra i professionisti il 10 maggio 2015 disputando l'incontro di Eredivisie perso 3-0 contro il Twente. Retrocesso al termine della stagione, disputa altre due stagioni da titolare in Eerste Divisie prima di trasferirsi al Cambuur.
Con il club gialloblu gioca due stagioni da titolare nella seconda serie olandese prima di passare al PEC Zwolle nel 2019.

### Nazionale
Nel 2016 ha giocato 5 partite con la nazionale giapponese Under-23.

## Statistiche
Statistiche aggiornate al 18 agosto 2019.

### Presenze e reti nei club
| Stagione         | Squadra          | Campionato       | Campionato | Campionato | Coppe nazionali | Coppe nazionali | Coppe nazionali | Coppe continentali | Coppe continentali | Coppe continentali | Altre coppe | Altre coppe | Altre coppe | Totale | Totale | Totale |
| Stagione         | Squadra          | Comp             | Pres       | Reti       | Comp            | Pres            | Reti            | Comp               | Pres               | Reti               | Comp        | Pres        | Reti        | Pres   | Reti   |        |
| ---------------- | ---------------- | ---------------- | ---------- | ---------- | --------------- | --------------- | --------------- | ------------------ | ------------------ | ------------------ | ----------- | ----------- | ----------- | ------ | ------ | ------ |
| 2014-2015        | Dordrecht        | ED               | 1          | 0          | CO              | 0               | 0               |                    | -                  | -                  |             | -           | -           | 1      | 0      |        |
| 2015-2016        | Dordrecht        | 1D               | 31         | 1          | CO              | 2               | 0               |                    | -                  | -                  |             | -           | -           | 33     | 1      |        |
| 2016-2017        | Dordrecht        | 1D               | 31         | 0          | CO              | 1               | 0               |                    | -                  | -                  |             | -           | -           | 32     | 0      |        |
| ago. 2017        | Dordrecht        | 1D               | 1          | 0          | CO              | 0               | 0               |                    | -                  | -                  |             | -           | -           | 1      | 0      |        |
| Totale Dordrecht | Totale Dordrecht | Totale Dordrecht | 64         | 1          |                 | 3               | 0               |                    | -                  | -                  |             | -           | -           | 67     | 1      |        |
| 2017-2018        | Cambuur          | 1D               | 28+2       | 0          | CO              | 3               | 0               |                    | -                  | -                  |             | -           | -           | 33     | 0      |        |
| 2018-2019        | Cambuur          | 1D               | 38+4       | 1+0        | CO              | 3               | 1               |                    | -                  | -                  |             | -           | -           | 45     | 2      |        |
| Totale Cambuur   | Totale Cambuur   | Totale Cambuur   | 72         | 1          |                 | 6               | 1               |                    | -                  | -                  |             | -           | -           | 78     | 2      |        |
| 2019-2020        | PEC Zwolle       | ED               | 1          | 0          | CO              | 0               | 0               |                    | -                  | -                  |             | -           | -           | 1      | 0      |        |
| Totale carriera  | Totale carriera  | Totale carriera  | 137        | 2          |                 | 9               | 1               |                    | -                  | -                  |             | -           | -           | 146    | 3      |        |

## Palmarès
- Supercoppa del Giappone: 1

Kawasaki Frontale: 2024